# サンバージー3世
サンバージー3世（Shambhaji III, 1801年3月8日 - 1821年7月2日）は、インドのデカン地方、コールハープル藩王国の君主（在位：1813年 - 1821年）。

## 生涯
1801年3月8日、コールハープル・マラーター王国の君主シヴァージー3世の息子として、コールハープルで誕生した。
1813年4月24日、父シヴァージー3世が死亡したことにより、藩王位を継承した。
1821年7月2日、サンバージー3世はコールハープルの王宮で殺害され、息子シヴァージー4世が王位を継承した。